# نورمان لارسن
نورمان لارسن (بالإنجليزية: Norm Larsen)‏ هو كيميائي أمريكي، ولد في 1923 في شيكاغو في الولايات المتحدة، وتوفي في 1970 في الولايات المتحدة.

## وصلات خارجية
- نورمان لارسن على موقع إن إن دي بي (الإنجليزية)